# Папы и дети
Папы и дети (англ. Dads and Kids) — канадский документальный фильм, снятый Кристианом Брюйером (фр. Christian Bruyère) и выпущенный в 1986 году. Фильм исследует отношения отцов-одиночек со своими детьми после расставания или развода.
Фильм получил премию Джини за лучший полнометражный документальный фильм на 8-й церемонии вручения премии Genie Awards.